# Église Saint-Jean-Népomucène de Gibarac
Pour les articles homonymes, voir Église Saint-Jean.
L'église Saint-Jean-Népomucène de Gibarac (en serbe cyrillique : Римокатоличка црква Светог Ивана Непомука у Гибарцу ; en serbe latin : Rimokatolička crkva Svetog Ivana Nepomuka u Gibarcu) est une église catholique située à Gibarac en Serbie, dans la municipalité de Šid et dans la province de Voïvodine. Construite entre 1810 et 1820, elle est inscrite sur la liste des monuments culturels de grande importance de la république de Serbie (identifiant no SK 1362). Église paroissiale, elle relève du diocèse de Syrmie.

## Présentation
L'église Saint-Jean-Népomucène a été construite dans la seconde décennie du XIXe siècle. La partie principale de l'édifice est constituée d'une nef unique prolongée par un chevet à cinq pans. Les façades latérales sont rythmées par des pilastres, des contreforts et des fenêtres en plein cintre. La façade principale est symétriquement divisée en trois parties : on y trouve l'entrée de l'église surmontée d'une fenêtre et, de part et d'autre de l'entrée, s'élèvent des pilastres encadrant des niches aveugles ; une corniche court au niveau du toit, surmontée d'un tympan trapézoïdal lui-même dominé par un clocher-tour carré.
Le maître-autel abrite une huile sur toile peinte par un maître inconnu ; elle représente le saint patron de l'église en prière et entouré d'anges. L'édifice conserve également une fresque représentant la sainte Trinité ainsi qu'un riche mobilier, notamment une chaire en bois doré.